# Good as Hell
"Good as Hell" é uma canção gravada pela cantora norte-americana e rapper Lizzo, lançada em 8 de março de 2016 pela Atlantic Records e pela Nice Life Recording Company.

## Lançamentos
"Good as Hell" foi gravado originalmente para a trilha sonora do filme Barbershop: The Next Cut de 2016. Ele fez sua primeira estréia no Zane Lowe's Beats 1 Radio show.
A música foi lançada para plataformas de streaming em 8 de março de 2016. Um EP de remixes com quatro faixas de dança foi lançado em 17 de junho de 2016.
Um remix oficial da cantora americana Ariana Grande foi lançado em 25 de outubro de 2019.

## Vídeo musical
Um videoclipe foi lançado em 11 de maio de 2016.
Em 9 de dezembro de 2019, após o ressurgimento da música, um novo "videoclipe oficial" foi lançado no YouTube.

## Certificações
| País           | Empresa      | Certificação | Vendas  | Ref.   |
| -------------- | ------------ | ------------ | ------- | ------ |
| Austrália      | ARIA         | Ouro         | 35 000  | [ 10 ] |
| Canadá         | Music Canada | Platina      | 40 000  | [ 11 ] |
| Estados Unidos | RIAA         | Ouro         | 500 000 | [ 12 ] |
| Nova Zelândia  | RMNZ         | Ouro         | 15 000  | [ 13 ] |
| Reino Unido    | BPI          | Prata        | 200 000 | [ 14 ] |

## Remix de Ariana Grande
Um remix da música da cantora americana Ariana Grande foi lançado em 25 de outubro de 2019.

### Históricos de lançamentos
| Região    | Data de lançamento    | Formato(s)                 | Gravadora(s)           | Ref.   |
| --------- | --------------------- | -------------------------- | ---------------------- | ------ |
| Mundo     | 25 de outubro de 2019 | Download digital streaming | Atlantic Nice Life     | [ 17 ] |
| Austrália | 25 de outubro de 2019 | Contemporary hit radio     | Warner Bros. Australia | [ 18 ] |
| Itália    | 8 de novembro de 2019 | Contemporary hit radio     | Warner                 | [ 19 ] |